# Kos'ju
Il Kos'ju (in russo Косью?) è un fiume della Russia europea settentrionale, affluente di sinistra della Usa nel bacino della Pečora. Scorre nella Repubblica dei Komi.

## Descrizione
Il fiume ha origine sulle pendici occidentali degli Urali subpolari vicino al confine con il Circondario autonomo degli Chanty-Mansi-Jugra, presso le vette più alte della catena degli Urali: i monti Narodnaja e Manaraga. Nel corso superiore scorre verso nord-ovest attraverso zone disabitate, raccogliendo rapidamente acqua da numerosi piccoli affluenti. Dapprima è un ruscello di montagna, poi il fiume si espande fino a 50-100 metri di larghezza, presenta numerose rapide. La corrente è molto forte in corrispondenza di restringimenti rocciosi. Dopo la confluenza del Vangyr, piega a nord, le rapide scompaiono, le sponde scendono; i bosco si alternano alle paludi, la larghezza del canale è di 100-150 metri.
Nel corso inferiore, nell'area del villaggio di Kožymvom, si espande bruscamente fino a 200-500 metri, la velocità della corrente diminuisce bruscamente, il fiume inizia a serpeggiare tra aree paludose formando isole e canali. A 40 chilometri dalla confluenza con l'Usa, riceve dalla destra la Bol'šaja Inta, che attraversa la città di Inta. Sfocia nella Usa a 206 km dalla foce. Il Kos'ju ha una lunghezza di 259 km; l'area del suo bacino è di 14 800 km².
I maggiori affluenti sono: Vangyr (lungo 112 km) dalla sinistra idrografica; Kožim (202 km), Bol'šaja Inta (105 km) dalla destra.
Il fiume è attraversato dalla ferrovia Kotlas-Pečora-Vorkuta nei pressi del villaggio di Kos'ju e dell'omonima stazione.